# San Antonio Gallardo
San Antonio Gallardo es una localidad del estado mexicano de Guanajuato. Es parte del municipio de Celaya.

## Toponimia
El nombre «San Antonio» hace referencia al santo patrono de la localidad: Antonio de Padua.

## Demografía
| Censo | Población |
| ----- | --------- |
| 2010  | 3 438     |
| 2020  | 4 059     |